# Роскошненское сельское поселение
Роскошненское се́льское поселе́ние (укр. Розкішненське сільське́ посе́лення, крымскотат. Seyit Bolat köy yurtu, Сейит Болат кой юрту) — муниципальное образование в Джанкойском районе Республики Крым Российской Федерации.
Административный центр — село Роскошное.

## География
Расположено на юго-западе Джанкойского района, в степной зоне полуострова, у стыка границ с Красногвардейским и Первомайским районами. 

## История
В 1954 году был образован Роскошненский сельский совет, в 1975 году преобразованный в Ярковский, вновь восстановлен в 1992 году.
Статус и границы Роскошненского сельского поселения установлены Законом Республики Крым от 5 июня 2014 года № 15-ЗРК «Об установлении границ муниципальных образований и статусе муниципальных образований в Республике Крым».

## Население
| 2001  | 2014  | 2015  | 2016  | 2017  | 2018  | 2019  |
| ----- | ----- | ----- | ----- | ----- | ----- | ----- |
| 1526  | ↘1186 | ↗1188 | ↘1171 | ↘1160 | ↘1154 | ↘1143 |
| 2020  | 2021  |       |       |       |       |       |
| ↘1141 | ↘1126 |       |       |       |       |       |

## Состав сельского поселения
| № | Населённый пункт | Тип населённого пункта       | Население |
| - | ---------------- | ---------------------------- | --------- |
| 1 | Зерновое         | село                         | ↘627      |
| 2 | Роскошное        | село, административный центр | ↘559      |